# Phân tích modal

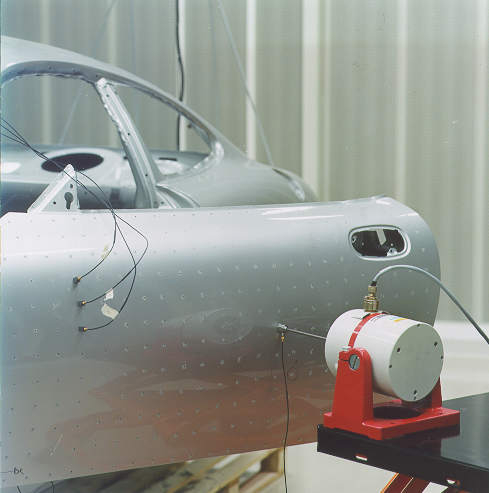
Cửa xe được gắn máy rung điện từ.

Một bức ảnh cho thấy thiết lập thử nghiệm của một thử nghiệm MIMO trên một cánh quạt tuabin gió. Các lưỡi tuabin được kích thích bằng cách sử dụng ba máy rung cơ học và đo đáp ứng bằng cách sử dụng 12 gia tốc kế được gắn vào Blade 3; trong giai đoạn tiếp theo của thử nghiệm, gia tốc kế có thể được chuyển sang Blade 2 và 3 để đo đáp ứng tại những địa điểm đó.

Phân tích modal là nghiên cứu về tính chất động lực học của các hệ thống trong miền tần số. Một ví dụ điển hình là thử nghiệm các cấu trúc dưới kích thích rung.
Phân tích modal là trường đo hoặc tính toán và phân tích phản ứng động của các cấu trúc và/hoặc chất lỏng hoặc các hệ thống khác trong quá trình kích thích. Ví dụ sẽ bao gồm đo độ rung của thân xe khi nó được gắn vào máy rung điện từ, phân tích phản ứng rung động không lường trước của hệ thống treo xe, hoặc mẫu tiếng ồn trong phòng khi bị kích thích bởi loa.
Các hệ thống phân tích modal thực nghiệm hiện đại ngày nay bao gồm 1) cảm biến như là transducers (accelerometer điển hình, load cell), hoặc không tiếp xúc thông qua Laser vibrometer, hoặc stereophotogrammetric cameras 2) hệ thống thu thập dữ liệu và đầu chuyển đổi analog-to-kỹ thuật số (thành digitize analog tín hiệu thiết bị đo đạc) và 3) máy tính chủ (máy tính cá nhân) để xem dữ liệu và phân tích nó.
Về cơ bản, điều này được thực hiện với cách tiếp cận SIMO (single-input, multiple-output), tức là, một điểm kích thích, và sau đó đáp ứng được đo tại nhiều điểm khác. Trong một cuộc khảo sát búa ở quá khứ, sử dụng một gia tốc cố định và một cái búa lưu động như kích thích, đưa ra một phân tích MISO (multiple-input, single-output), giống hệt với toán học SIMO, do nguyên lý tương hỗ. Trong những năm gần đây MIMO (multi-input, multiple-output) MIMO đã trở nên thực tế hơn, trong đó phân tích kết hợp một phần xác định phần nào của đáp ứng đến từ nguồn kích thích nào. Sử dụng nhiều máy rung dẫn đến sự phân bố đồng đều năng lượng trên toàn bộ cấu trúc và sự kết hợp chặt chẽ hơn trong phép đo. Một máy rung duy nhất có thể không kích thích hiệu quả tất cả các chế độ của một cấu trúc.
Các tín hiệu kích thích điển hình có thể được phân loại là xung, băng thông rộng, quét sine, chirp, và có thể là các tín hiệu khác. Mỗi thứ có lợi thế và bất lợi riêng của nó.
Phân tích các tín hiệu thường dựa vào Phân tích Fourier. Kết quả chức năng truyền sẽ hiển thị một hoặc nhiều cộng hưởng, có khối lượng đặc trưng, tần số và giảm xóc có thể được ước tính từ các phép đo.
Màn hình hoạt hình của chế độ hình dạng rất hữu ích đối với các kỹ sư NVH (rung, ồn, độ bền).
Các kết quả cũng có thể được sử dụng để tương quan với phân tích phần tử hữu hạn các giải pháp chế độ thông thường.

## Kết cấu
Trong kỹ thuật kết cấu, phân tích modal sử dụng khối lượng tổng thể và độ cứng của một cấu trúc để tìm các giai đoạn khác nhau mà tại đó nó sẽ tự nhiên cộng hưởng. Các chu kỳ rung này rất quan trọng cần lưu ý trong kỹ thuật động đất, vì điều bắt buộc là tần số tự nhiên của tòa nhà không khớp với tần số của động đất dự kiến trong khu vực mà tòa nhà sẽ được xây dựng. Nếu tần số tự nhiên của một cấu trúc phù hợp với tần số của trận động đấtBản mẫu:Dẫn chứng cần thiết, cấu trúc có thể tiếp tục cộng hưởng và phải chịu thiệt hại về cấu trúc. Phân tích modal cũng rất quan trọng trong các cấu trúc ví dụ như cây cầu nơi mà các kỹ sư nên cố gắng giữ cho các tần số tự nhiên cách xa tần số của những người đi bộ trên cầu. Điều này có thể không thực hiện được và vì lý do này khi các nhóm người đi bộ dọc theo cây cầu, ví dụ như một nhóm binh sĩ, khuyến cáo phá vỡ bước đi của họ để tránh những tần số kích thích đáng kể. Các tần số kích thích tự nhiên khác có thể tồn tại và có thể kích thích các chế độ tự nhiên của cầu. Các kỹ sư có xu hướng học hỏi từ các ví dụ như vậy (ít nhất là trong ngắn hạn) và nhiều cầu treo hiện đại hơn chịu ảnh hưởng tiềm năng của gió thông qua hình dạng của boong, có thể được thiết kế theo các thuật ngữ khí động học để kéo sàn xuống của cấu trúc hơn là cho phép nó nâng lên. Các vấn đề tải khí động học khác được xử lý bằng cách giảm thiểu diện tích của kết cấu dự kiến cho gió đang tới và để giảm các dao động gió tạo ra, ví dụ, các móc treo trong cầu treo.
Mặc dù phân tích phương thức thường được thực hiện bởi máy tính, có thể tính toán thời gian rung của bất kỳ tòa nhà cao tầng nào thông qua việc lý tưởng hóa như một rầm chìa đỡ ban-công (cantilever) kết thúc cố định với khối lượng gộp. Để có giải thích chi tiết hơn, xem "Phân tích cấu trúc" của Ghali, Neville và Brown, vì nó cung cấp một cách tiếp cận dễ làm theo để lý tưởng hóa và giải quyết các cấu trúc phức tạp bằng tay.

## Điện động lực học
Ý tưởng cơ bản của một phân tích phương thức trong điện động lực học cũng giống như trong cơ học. Ứng dụng này là để xác định chế độ sóng điện từ nào có thể đứng hoặc truyền trong phạm vi dẫn điện như ống dẫn sóng hoặc vang âm.

## Trạng thái chồng chất
Khi một tập hợp các chế độ đã được tính toán cho một hệ thống, đáp ứng tại bất kỳ tần số nào (trong giới hạn nhất định) để đáp ứng nhiều đầu vào tại nhiều điểm với lịch sử thời gian khác nhau có thể được tính toán bằng cách chồng lên kết quả từ mỗi chế độ. Điều này giả định hệ thống là tuyến tính.

## Sự trao đổi tương hỗ
Nếu đáp ứng được đo tại điểm B theo hướng x (ví dụ), để kích thích tại điểm A theo hướng y, thì hàm truyền (thô sơ Bx / Ay trong miền tần số) giống hệt với điểm thu được khi đáp ứng tại Ay được đo khi kích thích tại Bx. Đó là Bx / Ay = Ay / Bx. Một lần nữa điều này giả định (và là một thử nghiệm tốt cho) tuyến tính. (Hơn nữa, điều này giả định các loại giới hạn của giảm xóc và hạn chế các loại phản hồi tích cực.)